# Anaspis cavipalpis
Anaspis cavipalpis là một loài bọ cánh cứng trong họ Scraptiidae. Loài này được Apfelbeck miêu tả khoa học năm 1931.